# 元謹
元謹（6世纪？—547年），河南郡洛阳县（今河南省洛阳市东）人，西魏文帝元宝炬之子，西魏宗室。
大统九年（543年），卢诞归附西魏，西魏文帝元宝炬诏令：“讲解经书的老师容易求，为人师表的老师难得。朕的儿子们逐渐长大，想要您做他们的老师。”于是西魏文帝亲临晋王元谨的府第，敕令比元谨小的儿子们都在自己身前拜卢诞为师。
大统十三年（547年）五月，晋王元谨去世。